# Siegfried Weischenberg

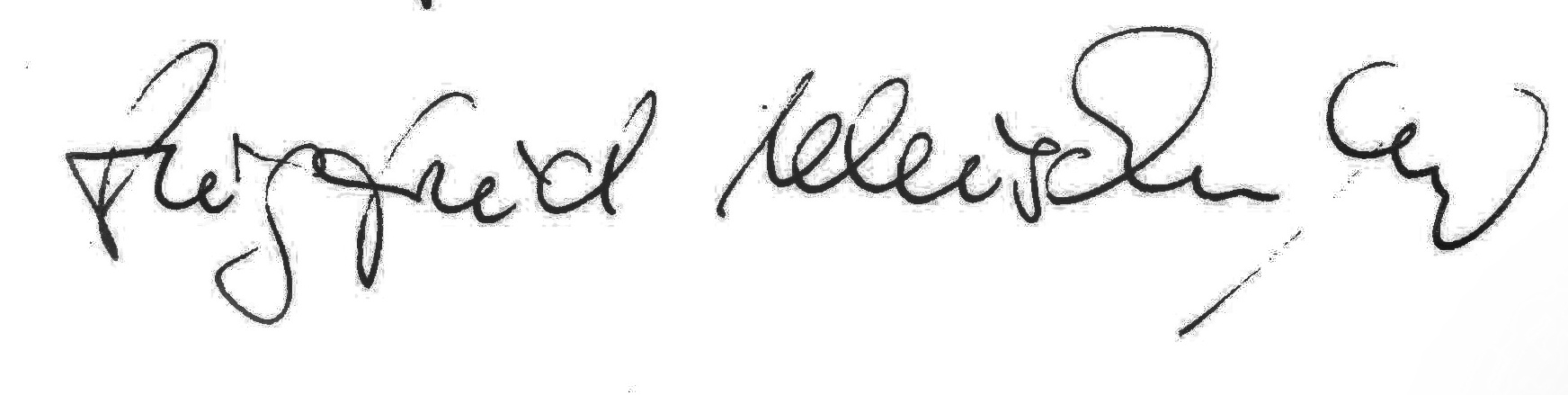
Signatur unter einer Widmung, 1994

Siegfried Weischenberg (* 24. März 1948 in Wuppertal) ist ein deutscher Kommunikationswissenschaftler und Soziologe.

## Leben
Weischenberg studierte Soziologie, Geschichte, Wirtschaftswissenschaft (Sozialwissenschaften) und Kommunikationswissenschaft an der Ruhr-Universität Bochum. Nach Volontariat und Redakteurstätigkeit bei einer Tageszeitung sowie der Promotion in Bochum 1976 mit der Dissertation Die Aussenseiter der Redaktion: Struktur, Funktion u. Bedingungen d. Sportjournalismus arbeitete er als wissenschaftlicher Mitarbeiter an der Pädagogischen Hochschule Ruhr in Dortmund und war am Aufbau einer hochschulgebundenen Journalistenausbildung der Technischen Universität Dortmund beteiligt. Von 1979 bis 1982 lehrte er als Professor für Journalistik, bevor er an die Westfälische Wilhelms-Universität nach Münster wechselte. Dort leitete er die Abteilung Journalistik am heutigen Institut für Kommunikationswissenschaft, dessen Direktor er von 1994 bis 1997 war.
Gemeinsam mit Klaus Merten und Siegfried J. Schmidt war er von 1989 bis 1991 wissenschaftlicher Leiter des Funkkollegs Medien und Kommunikation, einer dreißigteiligen Hörfunksendereihe mit kostenpflichtigen Studienbegleitbriefen für registrierte Teilnehmer von hr, SDR, SR, SWF und WDR.
Seit 2000 leitete er den Lehrstuhl Journalistik und Kommunikationswissenschaft an der Universität Hamburg. Von 2001 bis 2008 war Weischenberg dort geschäftsführender Direktor des Instituts für Journalistik und Kommunikationswissenschaft (IJK) sowie Direktor des Zentrums für Medienkommunikation (ZfM). Außerdem war er von 2005 bis 2007 wissenschaftlicher Leiter des Journalismus-Studiengangs an der Hamburg Media School.
Von 1999 bis 2001 war er Bundesvorsitzender des Deutschen Journalisten-Verbandes (DJV).
Siegfried Weischenberg ist Mitglied des Kuratoriums von Aktion Deutschland Hilft e. V., dem Bündnis der Hilfsorganisationen.

## Thesen
Weischenberg beklagte 1978, eine Soziologie der Technik habe es damals „nur in Ansätzen“ gegeben. Dies sei auf eine Distanz der Sozialwissenschaft gegenüber der Gesellschaft zurückzuführen.

## Schriften (Auswahl)
- Medienkrise und Medienkrieg. Brauchen wir überhaupt noch Journalismus?[4] Springer VS, Wiesbaden 2018, ISBN 978-3-658-03088-9.
- Max Weber und die Vermessung der Medienwelt. Empirie und Ethik des Journalismus – eine Spurenlese.[4] Springer VS, Wiesbaden 2014, ISBN 978-3-658-17798-0.
- Max Weber und die Entzauberung der Medienwelt. Theorien und Querelen – eine andere Fachgeschichte.[4] Springer VS, Wiesbaden 2012, ISBN 978-3-531-18717-4.
- Die Souffleure der Mediengesellschaft. Report über die Journalisten in Deutschland (m. Maja Malik u. Armin Scholl, 2006)
- Medien-Qualitäten (m. Wiebke Loosen, und Michael Beuthner, 2006)
- Handbuch Journalismus und Medien (Herausgeber, m. Hans J. Kleinsteuber u. Bernhard Pörksen, 2005)
- Journalistik (Neuaufl. 1998–2004) (Lehrbuch, 3 Bd.)
- Nachrichten-Journalismus (2001)
- Journalismus in der Gesellschaft (m. Armin Scholl, 1998)
- Die Zukunft des Journalismus (m. Klaus-Dieter Altmeppen u. Martin Löffelholz, 1994)
- Die Wirklichkeit der Medien (Hrsg., m. Klaus Merten u. Siegfried J. Schmidt, 1994)
- Journalismus & Kompetenz (Hrsg., 1990)
- Nachrichtenschreiben. Journalistische Praxis zum Studium und Selbststudium. Westdeutscher Verlag, Opladen 1988 (2. Auflage 1990: ISBN 3-531-11942-7)
- Journalismus in der Computergesellschaft (1982)
- Die elektronische Redaktion – Publizistische Folgen der neuen Technik, Verlag Dokumentation Saur, München 1978